# Skin on Skin
Skin on Skin (englisch für: „Haut an Haut“) ist ein Lied der deutschen Popsängerin Sarah Connor aus dem Jahr 2002.

## Entstehung und Veröffentlichung
Geschrieben und produziert wurde Skin on Skin von Kay Denar und Rob Tyger. Die Erstveröffentlichung des Titels erfolgte am 30. September 2002 als Teil von Connors zweiten Studioalbum Unbelievable. Am 4. November 2002 erschien das Lied nach One Nite Stand (Of Wolves and Sheep) als zweite Singleauskopplung beim Label X-Cell Records. Auf der B-Seite befand sich eine „Kayrob Dance Rmx“-Version. Das Lied erschien auch als erweiterte CD-Maxi-Single mit Remix-Versionen des Titels. Connor veröffentlichte mit En mi piel auch eine spanischsprachige Version.
2014 veröffentlichte Gregor Meyle eine Coverversion des Liedes für die VOX-Sendung Sing meinen Song – Das Tauschkonzert.

## Inhalt
Inhaltlich gehe es, laut der Interpretin Connor, in dem Lied „um starke Emotionen, um Nähe, um Zärtlichkeit. Es ist keine traurige Ballade, es ist ein positiver Song, ein Song voller Hoffnung – er beschreibt den Gedanken an den Moment des Glücks, den Moment in dem man den oder die Liebste wieder ganz nah spüren kann, eben ‚Skin On Skin‘.“.

## Musikvideo
Das Musikvideo wurde Ende September 2002 von DoRo Produktion am Strand von Mallorca gedreht. Die Regie führten Daniel Lwowski und Frank Wilde. Das Video spielt an einem Strand am Mittelmeer, an welchem die Interpretin Connor, in einem weißen Trägerkleid gekleidet, sich aufhält. Sie läuft den Strand auf und ab und galoppiert mit einem Schimmel in der Dämmerung am Strand entlang. Dazwischen werden Szenen eines Liebespaars mit einem Kind eingeblendet. Der Mann taucht unter Wasser mit einem Messer am Bein, um Muscheln heraufzuholen. Im September 2013 offiziell hochgeladen, verzeichnete das Video bis 2024 über 5,2 Millionen Aufrufe auf der Videoplattform YouTube.

## Rezeption

### Kritik
Joachim Gauger, Musikkritiker des Online-Magazins laut.de, merkte zur Albenveröffentlichung zu dem Titel an: „Die schöne Ballade "Skin On Skin" könnte von Mariah Carey sein, stammt aber aus der Feder des Produzententeams, welches bereits an "From Sarah with Love" beteiligt war.“

### Chartplatzierungen
| ChartsChartplatzierungen | Höchstplatzierung | Wochen |
| ------------------------ | ----------------- | ------ |
| Deutschland (GfK)        | 5 (15 Wo.)        | 15     |
| Österreich (Ö3)          | 5 (17 Wo.)        | 17     |
| Schweiz (IFPI)           | 16 (18 Wo.)       | 18     |

| ChartsJahrescharts (2003) | Platzierung |
| ------------------------- | ----------- |
| Deutschland (GfK)         | 95          |
| Österreich (Ö3)           | 61          |